# اوزورا
اوزورا (به مجاری: Ozora) یک شهرداری در مجارستان است که در ناحیه تاماشی واقع شده‌است. اوزورا ۵۹٫۵۸ کیلومتر مربع مساحت و ۱٬۶۶۶ نفر جمعیت دارد.